# Гельпах, Вилли
Вилли Гельпах (нем. Willy Hellpach) (26 февраля 1877, Олесница — 6 июля 1955, Гейдельберг) — немецкий врач, психолог и политик. Один из основателей направления психологии — энвайронментальная психология или психология среды.

## Научная карьера
В работе «Геопсихе» (Geophsyche, 1911) Гельпах исследовал влияние на активность человека таких факторов, как цвет и форма городского микроклимата, экстремальной среды тропиков и Арктики. Определяя в 1924 году термин «энвайронментальная психология», Гельпах показывал особенности дисциплины, изучающей духовные процессы, происходящие не в искусственно индивидуализированной психологической жизни или экспериментально созданных условиях, а так, как они протекают в зависимости от фактически сложившейся среды. Гельпах выделил в окружающей человека среде три круга: естественную среду или среду «геопсихологических факторов»; социальную группу или среду «психосоциальных факторов»; мир зданий и сооружений или технопсихологическую среду. Каждый из этих трёх видов факторов воздействует на личность двумя способами — через рефлексию человеком смыслового содержания получаемых впечатлений и посредством психологических изменений, связанных с физиологией (особенности движения в городских условиях, механизмы восприятия элементов среды и т. п.)
В конце 1930-х годов Гельпах исследовал характерные городские феномены, такие как толкотня, сверхнапряжённость (сверхстимуляция), непрерывность изменений и движения, спешка, постоянное ощущение опасности.

## Политическая карьера
В 1918 году, после Ноябрьской революции, Гельпах присоединился к Немецкой демократической партии (НДП). В 1922 году он стал министром образования, а в 1924 году, в связи с всплеском популярности НДП, был президентом Республики Баден. На выборах в следующем году Партия Центра под руководством Густава Транка вернула себе большинство. Затем Гельпах баллотировался на пост рейхспрезидента после смерти Фридриха Эберта, но получил только 5,8 % голосов. После непродолжительного (1928—1930) пребывания в рейхстаге Гельпах ушел из политики.